# DOLCE SL
FOMA SH902iSL（フォーマ・エスエイチ きゅう まる に アイ エスエル）、愛称DOLCE SL（ドルチェ エスエル）は、シャープが開発したNTTドコモの第三世代携帯電話 (FOMA) 端末製品である。

## 概要
DOLCEシリーズの第二弾として、初代のSH851iユーザーのiアプリを使用したいと言う要望に応えてできた端末。型番はSH902iSL。SH902iを元に開発された。また、DOLCEと同じく、光るワンタッチキー、ベールビュー液晶を搭載している。外部メモリーはminiSD（2GBまで：ドコモ発表）対応である。カメラはCMOS約130万画素。テレビ電話用のサブカメラはCMOS約11万画素。
iアプリは「Gガイド番組表リモコン」、「DCMXクレジットアプリ」、「電子マネー Edy」をプリインストール。また、フルブラウザ（NetFront）を搭載している。
902iSシリーズの共通機能の中では、DCMXアプリのプリセット、着もじ、おまかせロック、外部メモリへのコンテンツ移行（SDバインディング)、デコメール署名、電話帳預かりサービス、パケット通信中のテレビ電話に対応している。なお、1.7GHz帯の対応はされていない。

## 歴史
- 2006年4月24日: 技術基準適合証明(TELEC)通過。
- 2006年5月11日: D902iS・F902iS・N902iS・P902iS・SH902iS・SO902iWP+・N902iX HIGH-SPEED の7機種とともにFOMA「9シリーズNew Models」としてNTTドコモから報道発表。
- 2006年6月21日: 電気通信端末機器審査協会(JATE)通過。
- 2006年7月7日: 発売開始。

## 不具合
2006年7月24日にDoCoMoから文章入力中に特定の文字列を入力するとフリーズや再起動が起こる不具合の発生が発表され、預かり修理による対応が行われるに到った。搭載されている日本語入力システムのケータイShoin4に起因する。